# آرماند فراپیه
آرماند فراپیه (به فرانسوی: Armand Frappier)(۲۶ نوامبر ۱۹۰۴–۱۷ دسامبر ۱۹۹۱) پزشک، میکروبیولوژیست و متخصص سل اهل استان کبک در کانادا بود.
او در سالابری-دو-ولیفیلد به دنیا آمد. مادرش در سال ۱۹۲۳ بر اثر بیماری سل درگذشت. این به شدت او را تحت تأثیر قرار داد و به همین دلیل، مسیر شغلی‌اش به سمت مبارزه با این بیماری سوق یافت. او در سال ۱۹۳۰ مدرک پزشکی و در ۱۹۳۳، کارشناسی علوم را از دانشگاه مونترال گرفت. در سال ۱۹۳۸، او مؤسسه میکروبیولوژی و بهداشت مونترال را با الگوبرداری از انستیتو پاستور پاریس و آزمایشگاه‌های کانات دانشگاه تورنتو بنیان نهاد و به مدت ۳۸ سال به عنوان مدیر آن خدمت کرد. مؤسسه در سال ۱۹۷۵ به انستیتو آرماند-فراپیر تغییر نام داد.